# نبرد برن
نبرد برن نامی است که به دیدار دو تیم ملی فوتبال مجارستان و تیم ملی فوتبال برزیل در ۲۷ ژوئن ۱۹۵۴ در ورزشگاه وانکدورف شهر برن، سوئیس در مرحلهٔ یک‌چهارم نهایی جام جهانی ۱۹۵۴ داده شده است.

## پیش زمینه
برزیل در ۲ بازی گروهی ۶ گل زده بود و مجارستان ۱۷ گل.
مجارستان انقلابی در تاکتیک‌های فوتبال و مربیگری در اروپا را به وجود آورده است. سبک روان و باز خود را از بازی، به عنوان یک شکل اولیه از توتال فوتبال به نمایش گذاشته است و این گونه است که آنها در ۴ سال گذشته بی شکست بوده‌اند. آن‌ها به عنوان صدرنشین مرحله گروهی که ۲ بازی خود را برده است (۹–۰ کره جنوبی و ۸–۳ آلمان غربی)، پای به این بازی گذاشته‌اند.

## بازی

### خلاصه
مسابقه زیر باران شدید که شرایط لغزنده و سخت برای کنترل توپ را به همراه داشت، انجام شد. مجارستان با ضربه ناندور هیدگ‌کوتی در دقیقه ۳ جلو افتاد. ۴دقیقه بعد شاندور کوچیش بازی را ۲ بر ۰ کرد و برزیل با پنالتی دیژالما سانتوس پیش از پایان نیمه اول اختلاف را به حداقل رساند. مجارستان در نیمه دوم با پنالتی میهای لانتوش باز هم برتری را به ۲ گل اختلاف رساند. این پنالتی با مخالفت شدید روزنامه‌نگاران و مقامات برزیلی همراه بود. بعد از آن بازی با خشونت بیشتر و تاکتیک‌های بدبینانه‌تری ادامه یافت. مهاجم برزیل Julinho به هر نحوی شده نتیجه را ۳–۲ کرد. بعد از این گل، یوژف بوژیک توسط نیلتون سانتوس متوقف شد که منجر به درگیری بین این دو نفر شد که باعث اخراج شدنشان گردید. شاندور کوچیش گل چهارم را برای مجارستان به ثمر رساند. دقایق پایانی هم پر خطا دنبال می‌شد و مهاجم برزیل هومبرتو توزی، که به دیولا لورانت لگد زد قبل سوت پایان از بازی اخراج شد. این بازی در مجموع ۴۲ ضربه آزاد و ۲پنالتی و ۳ اخراجی و ۴اخطاری داشت.
درگیری‌ها بعد بازی هم ادامه داشت. بازیکنان برزیل به رختکن مجارستان حمله‌ور شدند و به نزاع پرداختند. علی‌رغم این اتفاقات فیفا اقدام خاصی نکرد.

### جزئیات
| مجارستان                                                            | ۴–۲    | برزیل                                     |
| ------------------------------------------------------------------- | ------ | ----------------------------------------- |
| نندور هیدگوتی ۴' · شاندور کوچیس ۷'، ۸۸' · میهای لانتوش ۶۰' (پنالتی) | Report | دیژالما سانتوس ۱۸' (پنالتی) · Julinho ۶۵' |

| GK         | ۱  | دیولا گروشیچ    |     |
| DF         | ۲  | ینو بوزانسکی    |     |
| MF         | ۳  | دیولا لورانت    |     |
| DF         | ۴  | میهای لانتوش    |     |
| DF         | ۵  | یوژف بوژیک      | '۷۱ |
| MF         | ۶  | یوژف زاکاریاس   |     |
| FW         | ۷  | یوژف توت        |     |
| FW         | ۸  | شاندور کوچیش    |     |
| FW         | ۹  | ناندور هیدگ‌کوتی |     |
| FW         | ۱۱ | زولتان تسیبور   |     |
| FW         | ۲۰ | میهای توت       |     |
| سرمربی:    |    |                 |     |
| گوستاو شبش |    |                 |     |

| GK         | ۱  | کارلوس کاستیلیو      |     |
| DF         | ۲  | دیژالما سانتوس       |     |
| DF         | ۳  | نیلتون سانتوس        | '۷۱ |
| DF         | ۴  | برانداوزینیو         |     |
| MF         | ۵  | پینیرو               |     |
| MF         | ۶  | بائور                |     |
| FW         | ۷  | ژولیو بتلهو          |     |
| FW         | ۸  | دیدی (بازیکن فوتبال) |     |
| FW         | ۹  | بالتازار             |     |
| FW         | ۱۷ | مائورینیو            |     |
| FW         | ۱۸ | هومبرتو توزی         | '۷۹ |
| سرمربی:    |    |                      |     |
| ززه موریرا |    |                      |     |

| کمک داوران: ویلیام لینگ Raymon Wyssling |